# Nadine Trintignant
Nadine Trintignant, de nom Lucienne Marquand (Niça, 11 de novembre de 1934), és una directora de cinema francesa.

## Biografia
Nascuda Lucienne Marquand, germana dels actors Sergé Marquand i Christian Marquand, es casa el 1961 amb Jean-Louis Trintignant, divorciat de Stéphane Audran. D'aquest matrimoni, neixen tres fills, Pauline, Marie (totes dues mortes, la segona morta pel seu company del moment Bertrand Cantat) i Vincent Trintignant. Divorciada, es casa amb el director de cinema Alain Corneau el 1997.
El 1971, militant activa del feminisme, va tenir ella mateixa un avortament i sent totalment favorable a l'avortament, va signar la petició a favor, denominada per la revista Charlie Hebdo el Manifest de les 343; ha pertangut d'altra banda a l'Organització Comunista Internacional. El 2012, dona suport a la candidatura de Nicolas Sarkozy a l'elecció presidencial.

## Filmografia
Filmografia:

### Cinema
- 1967: Mon amour, mon amour, guionista, amb Jean-Louis Trintignant, Valérie Lagrange, Michel Piccoli
- 1969: El lladre de crims (Le Voleur de crimes)
- 1971: Ça n'arrive qu'aux autres, guionista, amb Catherine Deneuve, Marcello Mastroianni, Serge Marquand
- 1973: Defense de savoir, guionista, amb Jean-Louis Trintignant, Michel Bouquet, Charles Denner
- 1975: Le Voyage de noces, guionista, amb Jean-Louis Trintignant, Stefania Sandrelli
- 1980: Premier voyage, actriu, amb Richard Berry, Patrick Chesnais, Vincent Trintignant
- 1985: L'Été prochain, guionista, amb Philippe Noiret, Claudia Cardinale, Jean-Louis Trintignant
- 1988: La Maison de jade, guionista, amb Jacqueline Bisset, Vincent Pérez
- 1991: Contre l'oubli, direcció d'un curt de tres minuts (amb altres 29 directors) atenent a la crida d'Amnesty International.
- 1995: Lumière et Compagnie, amb Pernilla August, Romane Bohringer
- 1995: Fugueuses, guionista, amb Marie Trintignant, Irène Jacob, Nicole Garcia

### Televisió
- 1976: Madame le juge, guionista
- 1986: Le Tiroir secret (1 episodi a les 6)
- 1986: Qui c'est ce garçon ? (1 episodi)
- 1990: Hôtel des caravaniers
- 1992: Une mère, coguionista
- 1992: Lucas
- 1993: Rêveuse Jeunesse
- 1995: L'Insoumise, coautor amb Vincent Trintignant
- 1997: L'île bleue, coadaptació i dialegs amb Vincent Trintignant
- 1999: Victoire, ou la douleur des femmes
- 2003: Colette, une femme libre

## Teatre

### Posada en escena
- 2010: Ce soir j'ovule de Carlotta Clerici, Teatre des Mathurins

## Obres escrites
- Ton chapeau au vestiaire, (Fayard, 1997)
- Combien d'enfants (Stock, 2001)
- Le jeune home de la rue de França, novel·la (Fayard, 2002)
- Ma fille, Marie, Biografia de sa filla, Marie Trintignant, escrita després de la mort d'aquesta (Fayard, 2004)
- J'ai été jeune un jour Biografia (Fayard, 2006)
- Une étrange peine, recull de novel·les curtes (Fayard, 2007)
- Les silencieuses, novel·la (Fayard, 2009)
- La dormeuse, novel·la (Fayard, 2011)
- La voilette de ma mère, (Fayard, 2014)

## Premis i nominacions
Nominacions
- 1967: Palma d'Or per Mon amour, mon amour